# イフ (ブレッドの曲)
「イフ」（If）は、ブレッドが1971年に発表した楽曲。全米チャート4位を記録した。

## 解説
作詞作曲はデヴィッド・ゲイツ。3枚目のアルバム『マナ〜神の糧』に収録された。
イントロの特徴的な音はモーグ・シンセサイザーとフェンダー・テレキャスターを繋いだもの。歌詞はロマンチックな内容だが終末思想的な部分もある。フランク・シナトラ、オリビア・ニュートン＝ジョン、バリー・マニロウ、シャーリー・バッシー、フリオ・イグレシアス、ドリー・パートン、マリーン、ハービー・マン、ジョー・パス、イーディ・ゴーメらが取り上げ全世界で多くのカバーが存在する。
1974年にアメリカの俳優テリー・サバラスがカバーしたヴァージョン（サバラスの詩の朗読のような語りにストリングスとバックコーラスが被る）は全英シングルチャートでNo1に輝いた。
日本ではジャッキー吉川とブルーコメッツ、森山良子、尾崎紀世彦、原田知世、斉藤由貴、阿川泰子、藤田恵美、伊東たけし、鈴木重子、小錦（KONISHIKI）
らがカバーしている。また、ブレッド&バター、伊東ゆかり、ビリー・バンバンは日本語訳詞でカバーしている。
日本ではカルピス食品工業、山崎製パンのCMソングにも使用されたことがある。また1994年のフジテレビ系ドラマ『この愛に生きて』の挿入歌として採用され、それに伴って、1972年のヒット曲「ギター・マン」をカップリングに収録したCDシングルとして再リリースされた。
また1999年のアメリカ映画「IN DREAMS/殺意の森」(ニール・ジョーダン監督作品)の劇中で使用された。